# Lollipop (canção de Lil Wayne)
"Lollipop" é um single do cantor Lil Wayne, lançado em 13 de Março de 2008. "Lollipop" é a canção do Lil Wayne's e Static Major's mais bem sucedido até a data, gastando cinco semanas não-consecutivas em cima da Billboard Hot 100. Static Major morreu duas semanas antes do lançamento da música, fazendo a canção o oitavo para atingir o número um após a morte de um artista. Existem várias versões da música. O single foi certificado 5x Platina pela Recording Industry Association of America por vender cinco milhões de unidades nos Estados Unidos e foi classificado como a primeira canção de hip hop de 2008 pela MTV. A canção atingiu o número um sobre a edição de 2008 da Notarized by BET. Foi classificada no número cinco na lista Rolling Stone das 100 Melhores Músicas de 2008. Com 9,1 milhões de cópias vendidas a partir de janeiro de 2009, "Lollipop" foi nomeado o single digital mais vendido de 2008 no mundo pela IFPI.

## Vídeo musical
O video musical foi dirigido por Gil Green e filmado em Las Vegas na residência de Gavin Maloof no Southern Highlands Golf Club. O video estreou através do acesso da BET concedido em 12 de março de 2008. Ele também alcançou o número um na TRL em abril na MTV. A limusine no vídeo que Wayne e Static entra é um XT internacional. O vídeo é o vídeo mais visualizado no serviço de video on demand da Music Choice. Jim Jonsin, Tyga, Birdman e Mack 10 fazem camadas no video.

## Desempenho
A música ganhou um Grammy Award em fevereiro de 2009 para Best Rap Song. Static Major morreu inesperadamente durante um procedimento médico em 25 de fevereiro de 2008, dezesseis dias antes da música ser lançada. "Lollipop" pulou 76 pontos do número 85 para o número 9 na edição de 28 de março de 2008 do Billboard Hot 100, tornando-se o single mais famoso de Lil Wayne como artista principal, além de ser o primeiro "hit" de dez melhores no gráfico como um artista principal. A sua posição anterior de alto nível como artista principal foi com o "Go DJ", que atingiu o número 14 em 2004. Na semana seguinte, atingiu um novo pico do número 7 no Hot 100. O single alcançou um novo pico de número 2 no Billboard Hot 100 em 17 de abril de 2008, tornando-se seu single mais famoso como artista principal ou como artista em destaque. (Lil Wayne foi um artista em destaque para o sucesso do Destiny's Child (Hot 100), "Soldier".) Para a semana de 3 de maio de 2008, "Lollipop" chegou ao ponto número um no Hot 100, seu primeiro número No gráfico. Também é o primeiro número de Wayne no gráfico Hot R&B/Hip-Hop Songs e no gráfico Hot Rap Tracks. No gráfico Hot R&B/Hip-Hop Songs, é a primeira música de rap para alcançar o número um desde o "Money Maker" de Ludacris em 2006. Depois de uma semana, escapou do primeiro lugar, mas retornou três semanas depois, tornando-o A canção com a mais longa interrupção entre os picos no Hot 100 desde o "U Got It Bad". Na semana seguinte ao lançamento, Wayne e Mariah Carey se tornaram o maior vencedor maior e maior em ambos os formatos de rádio, com um total de 138 acrescenta. "Lollipop" tornou-se um sucesso no rádio mainstream, já que se tornou o seu primeiro maior sucesso em 40 como artista principal, entrando no número 36, e chegou até o número 5. Ele é o primeiro top dez no Pop 100, Onde chegou ao número dois. Voltou ao número um no Billboard Hot 100 pela segunda vez em 22 de maio de 2008.
A canção tornou-se um sucesso de dez melhores no Canadá, atingindo o número 10 em 29 de maio de 2008 e sua música mais bem sucedida no Reino Unido, onde alcançou o número 26 em downloads sozinhos. Alcançou o número 3 nas paradas da Nova Zelândia e foi certificado Platinuina pela Recording Industry Association of New Zealand. Em 2008, "Lollipop" foi a canção mais vendida nos Estados Unidos, com mais de 2,3 milhões de cópias vendidas e a segunda canção digital mais vendida com mais de 3,1 milhões de cópias. Até à data, "Lollipop" vendeu 4.177 mil cópias digitais nos Estados Unidos.

## Remixes e covers
O remix oficial apresenta Static Major e Kanye West. Há uma versão estendida do remix que Wayne fala sobre a ponte original e cantar um gancho alterado, com Kanye cantando adlibs, junto com um riff de guitarra perto do final. Outros remixes apresentam Young Jeezy, Gorilla Zoe, Ace Hood, Kurupt, V.I.C., Nicki Minaj, Wiz Khalifa, Tekitek, Rasheeda e Khia, que fizeram uma popular versão feminina da música. Outro remix foi feito comemorando o campeão 2008 da NBA Boston Celtics. Possui o instrumental usado na música principal. A canção de David Banner, "Shawty Say", mostra a parte de abertura do segundo verso de Lil Wayne para o seu coro. JJ usa elementos de "Lollipop" em sua música "Ecstasy".

## Desempenho nas paradas
| Chart (2008)                         | Peak position |
| ------------------------------------ | ------------- |
| Australian Singles Chart             | 69            |
| Canadian Hot 100                     | 1             |
| Danish Singles Chart                 | 88            |
| Dutch Singles Chart                  | 76            |
| German Singles Chart                 | 97            |
| Irish Singles Chart                  | 76            |
| New Zealand Singles Chart            | 94            |
| Swedish Singles Chart                | 69            |
| UK Singles Chart                     | 26            |
| U.S. Billboard Hot 100               | 1             |
| U.S. Billboard Hot R&B/Hip-Hop Songs | 1             |
| U.S. Billboard Hot Rap Tracks        | 1             |
| U.S. Billboard Pop 100               | 2             |